# Доманиг, Карл
Карл Антон Доманиг (нем. Karl Anton Domanig, 3 апреля 1851, Штерцинг — 9 декабря 1913, Сан-Микеле/Эппан) — австрийский филолог, писатель и нумизмат. Отец австрийского хирурга Эрвина Доманига.

## Биография
Учился в Инсбруке, Штрасбурге и Риме, получил степень доктора философии.
С 1881 года жил в Вене. С 1884 года работал в Венском мюнцкабинете, в 1910 году стал его директором.

## Избранная библиография
- Die deutsche Privatmedaille der älteren Zeit. — Wien, 1893;
- Anton Scharff, k. k. Kammermadailleur 1845—1885;
- Sein Bildungsgang und Schaffen. — Wien, 1895;
- Die Porträtmedaille des Erzhauses Österreich von Kaiser Friedrich III. bis Kaiser Franz II. — Wien, 1896;
- Die deutsche Medaille in kunst- und kulturgeschichtlicher Hinsicht. — Wien, 1907.